# 巴纳普尔
巴纳普尔（Banapur），是印度奥里萨邦Khordha县的一个城镇。总人口16437（2001年）。

## 人口
该地2001年总人口16437人，其中男性8318人，女性8119人；0—6岁人口2116人，其中男1065人，女1051人；识字率68.93%，其中男性为76.87%，女性为60.80%。